# Лоїс Сміт
Лоїс Арлін Сміт (уроджена Гумберт; народилася 3 листопада 1930) — американська актриса, чия кар'єра охоплює вісім десятиліть. Вона дебютувала в кіно в драматичному фільмі 1955 року «На схід від раю», а пізніше зіграла ролі другого плану в низці фільмів, зокрема «П'ять легких п'єс» (1970), «Воскресіння» (1980), «Фатальний потяг» (1987), «Смажені зелені помідори» (1991)., «З мене досить» (1993), «Як зробити американську ковдру» (1995), «Мрець іде» (1995), «Смерч» (1996), «Особлива думка» (2002), «Круті чуваки» (2016), «Леді-Птаха» (2017) і «Французький вісник» (2021).

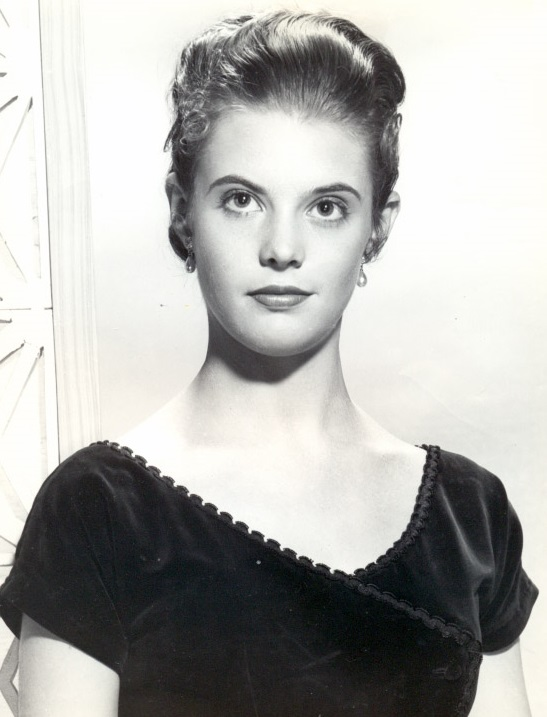
Лоїс Сміт у 1955 році

У 2017 році Сміт отримала визнання критиків за головну роль у науково-фантастичній драмі «Марджорі Прайм», за яку вона була номінована на Independent Spirit Awards, Gotham Awards і Saturn Award, а також виграла премію «Супутник». Вона також зіграла багато ролей на денному та прайм-тайм телебаченні. Вона була постійним членом акторського складу в драмі жахів HBO «Справжня кров» і отримала телевізійну нагороду «Вибір критиків» за найкращу запрошену виконавицю в номінації драматичного серіалу за серіал «Американці».
Сміт також відома своєю великою роботою в театрі. Тричі номінуючись на премію «Тоні», вона отримала премію «Тоні» 2020 року за найкращу жіночу роль у п'єсі за гру у «Спадку», ставши найстаршою виконавицею, яка отримала премію «Тоні» за акторську гру. Вона також була номінована на «Тоні» за свої виступи у п'єсах «Грона гніву» (1990) і «Похована дитина» (1996). У 2005 році вона зіграла головну роль у відновленій виставі The Trip to Bountiful поза Бродвеєм, за яку отримала премію Обі за найкращу жіночу роль, премію Outer Critics Circle, премію Люсіль Лортел і премію Drama Desk.
У 2007 році вона була введена до Зали слави американського театру за видатний внесок у театр. У 2013 році вона отримала нагороду Obie Achievement Lifetime Achievement за видатні виступи поза Бродвеєм. Вона викладала, режисерувала та писала для сцени.

## Фільмографія

### Фільми
| Рік  | Фільм                                                             | Роль                   | Примітки               |
| ---- | ----------------------------------------------------------------- | ---------------------- | ---------------------- |
| 1955 | На схід від раю // East of Eden                                   | Енн                    |                        |
| 1955 | Дивна жінка в місті // Strange Lady in Town                       | Сперс О'Браєн          |                        |
| 1970 | Як ми зараз живемо // The Way We Live Now                         | Джейн Олдрідж          |                        |
| 1970 | П'ять легких п'єс // Five Easy Pieces                             | Партіта Дупея          |                        |
| 1972 | Up the Sandbox                                                    | Елінор                 |                        |
| 1976 | Наступна зупинка, Грінвіч-Віллідж // Next Stop, Greenwich Village | Аніта Каннінгем        |                        |
| 1980 | Foxes                                                             | місіс Аксман           |                        |
| 1980 | Resurrection                                                      | Кеті                   |                        |
| 1981 | Four Friends                                                      | місіс Карнахан         |                        |
| 1983 | Reuben, Reuben                                                    | Маре Споффорд          |                        |
| 1984 | Reckless                                                          | місіс Прескотт         |                        |
| 1986 | Twisted                                                           | Гелен Джайлз           |                        |
| 1987 | Black Widow                                                       | Сара                   |                        |
| 1987 | Фатальний потяг                                                   | Martha                 |                        |
| 1988 | Встигнути до опівночі //Midnight Run                              | Гелен Нельсон          |                        |
| 1990 | Зелена картка                                                     | Brontë's Parent        |                        |
| 1991 | Hard Promises                                                     | місіс Белл             |                        |
| 1991 | Смажені зелені помідори // Fried Green Tomatoes                   | Мама Тредгуд           |                        |
| 1993 | З мене досить // Falling Down                                     | мати Д-Фенса           |                        |
| 1994 | Holy Matrimony                                                    | Орна                   |                        |
| 1995 | Як зробити американську ковдру // How to Make an American Quilt   | Софія                  |                        |
| 1995 | Мрець іде // Dead Man Walking                                     | мати Гелен             |                        |
| 1996 | Смерч //Twister                                                   | Мег Грін               |                        |
| 1996 | Larger than Life                                                  | Лулуна                 |                        |
| 1997 | Hudson River Blues                                                | Джулія                 |                        |
| 1998 | Вічна //Trance                                                    | пані Ферітер           |                        |
| 1999 | Tumbleweeds                                                       | Джинджер               |                        |
| 2001 | Обіцянка // The Pledge                                            | Хелен Джексон          |                        |
| 2001 | Прокат //Powder Keg                                               | мати                   | Segment: The Hire      |
| 2002 | Особлива думка //Minority Report                                  | доктор Айріс Гайнеман  |                        |
| 2002 | The Laramie Project                                               | Люсі Томпсон           |                        |
| 2003 | A Foreign Affair                                                  | Ма Адамс               |                        |
| 2003 | Red Betsy                                                         | Гелен Раундс           |                        |
| 2004 | Найкращий злодій у світі // The Best Thief in the World           | Гелен                  |                        |
| 2004 | Ангели із залізними щелепами // Iron Jawed Angels                 | доктор Анна Говард Шоу |                        |
| 2004 | P.S.                                                              | Еллі Сільверстейн      |                        |
| 2005 | Sweet Land                                                        | Стара Інге             |                        |
| 2006 | Little Fugitive                                                   | соціальний працівник   |                        |
| 2006 | Смерть супермена // Hollywoodland                                 | Гелен Бессоло          |                        |
| 2006 | Гріффін і Фенікс // Griffin &amp; Phoenix                         | доктор Імберман        |                        |
| 2007 | Turn the River                                                    | Еббі                   |                        |
| 2008 | Diminished Capacity                                               | Белль Тайк             |                        |
| 2008 | Кілер // Killshot                                                 | Ленор                  |                        |
| 2009 | A Dog Year                                                        | Лоїс Блер              |                        |
| 2010 | Please Give                                                       | місіс Портман          |                        |
| 2011 | Roadie                                                            | мама                   |                        |
| 2012 | Дивне життя Тімоті Гріна // The Odd Life of Timothy Green         | тітка Мел              |                        |
| 2013 | Two Altars and a Cave                                             | Гелена                 | короткометражний фільм |
| 2015 | Run All Night                                                     | Маргарет Конлон        |                        |
| 2016 | Круті чуваки // The Nice Guys                                     | місіс Гленн            |                        |
| 2016 | The Comedian                                                      | Міріам                 |                        |
| 2017 | Марджорі Прайм // Marjorie Prime                                  | Марджорі               |                        |
| 2017 | Леді-Птаха // Lady Bird                                           | сестра Сара Джоан      |                        |
| 2020 | Uncle Frank                                                       | тітка Бутч             |                        |
| 2020 | Тесла // Tesla                                                    | Велика дама            |                        |
| 2021 | Французький вісник // The French Dispatch                         | Upshur «Maw» Clampette |                        |
| 2022 | Mack &amp; Rita                                                   | Бетті                  |                        |
| 2024 | The Uninvited                                                     | Гелен                  |                        |

### Телебачення
| Рік        | Назва                                           | Роль                         | Notes                                              |
| ---------- | ----------------------------------------------- | ---------------------------- | -------------------------------------------------- |
| 1951       | Love of Life                                    | місіс Бендарик               |                                                    |
| 1953       | Pond's Theatre                                  | Performer                    | серія: «The Apple Tree»                            |
| 1954       | Studio One                                      | Барбара Спарлінг             | серія: «Jack Sperling, Forty-six»                  |
| 1955       | Star Tonight                                    | Performer                    | 2 серії                                            |
| 1955       | Justice                                         | Performer                    | серія: «The Girl Without a Name»                   |
| 1955       | Robert Montgomery Presents                      | Єнні Лінд                    | серія: «The Second Day of Christmas»               |
| 1956       | The United States Steel Hour                    | Феліція Чінік — Жанні        | 2 серії                                            |
| 1957–58    | Matinee Theater                                 | Performer                    | 2 серії                                            |
| 1958       | Шоу Еда Саллівана                               |                              | серія: #12.15                                      |
| 1959       | Startime                                        | Сінді                        | серія: «Cindy's Fella»                             |
| 1960       | Strindberg on Love                              | Міс Джулі                    | телефільм                                          |
| 1960       | Будівничий Сольнес                              | Гільда                       | телефільм                                          |
| 1960       | The Play of the Week                            | Хільде Вангель - міс Джулі   | 2 серії                                            |
| 1960       | The Art Carney Special                          | Лена                         | серія: «Victory»                                   |
| 1960       | DuPont Show of the Month                        | Барбара Денін                | серія: «Men in White»                              |
| 1961       | Шоу Лоретти Янг                                 | Дженні Масгрейв              | серія: «When Queens Ride By»                       |
| 1961       | 'Way Out                                        | Performer                    | серія: «The Sisters»                               |
| 1961       | Naked City                                      | Dawn Garrison                | серія: «Strike a Statue»                           |
| 1962       | Захисники                                       | Естер Терранова              | серія: «The Invisible Badge»                       |
| 1963       | Dr. Kildare                                     | Ліббі Клейтон                | серія: «To Each His Own Prison»                    |
| 1961–64    | Route 66                                        | різноманітні                 | 4 серії                                            |
| 1964       | The Eleventh Hour                               | Джейн Уеллс                  | серія: «A Pattern of Sundays»                      |
| 1967       | CBS Playhouse                                   | Евелін                       | серія: «Do Not Go in Gentle to That Goodnight»     |
| 1970       | Dragon Country                                  | Performer                    | телефільм                                          |
| 1972       | Particular Men                                  | Енн Старр                    | телефільм                                          |
| 1972–74    | Somerset                                        | Зої Каннелл                  | Unknown серій                                      |
| 1975–77    | The Doctors                                     | Елеонор Конрад               | 253 серій                                          |
| 1978       | Stacey                                          | Стейсі                       | телефільм                                          |
| 1980       | The Jilting of Granny Weatherall                | Корнелія                     | телефільм                                          |
| 1981       | The House of Mirth                              | Берта Дорсет                 | телефільм                                          |
| 1982       | ABC Afterschool Special                         | Маргарет                     | серія: «The Unforgivable Secret»                   |
| 1982–83    | Another World                                   | Елла Фіц                     | 2 серії                                            |
| 1983       | Rage of Angels                                  | Клара                        | Television special                                 |
| 1984       | The Edge of Night                               | Місіс Оукс                   | 2 серії                                            |
| 1984       | Tales of the Unexpected                         | Сара                         | серія: «Proxy»                                     |
| 1985       | Becoming Helen Keller                           | Енн Салліван (старша)        | Documentary, American Masters                      |
| 1985       | Страта Реймонда Грема                           | Мері Ніл                     | телефільм                                          |
| 1985       | Doubletake                                      | Сара                         | Parts 1 & 2                                        |
| 1986       | Adam's Apple                                    | Дора Адамс                   | телефільм                                          |
| 1985, 1987 | Праведник                                       | Дороті Гермес - Марі Гануччі | 2 серії                                            |
| 1988       | Spenser: For Hire                               | Елсі                         | серія: «Haunting»                                  |
| 1991       | Good Sports                                     | місіс Танен                  | серія: «Pros and Ex-Cons»                          |
| 1991       | American Playhouse                              | Ма Джоад                     | серія: «The Grapes of Wrath»                       |
| 1991       | Thirtysomething                                 | місіс Воррен                 | серія: «The Wedding»                               |
| 1991       | Переплутані при народженні                      | Маргарет                     | мінісеріал                                         |
| 1991       | White Hot: The Mysterious Murder of Thelma Todd | Еліс Тодд                    | телефільм                                          |
| 1992       | Keep the Change                                 | Люрін                        | телефільм                                          |
| 1992       | Deadly Matrimony                                | Performer                    | телефільм                                          |
| 1993       | Skylark                                         | Лу Вітон                     | телефільм                                          |
| 1993       | Missing Persons                                 | місіс Хеллоран               | серія: «Sometimes You Can't Help Getting Involved» |
| 1995       | Truman                                          | Медж Воллес Гейтс            | телефільм                                          |
| 1997       | Фрейзер                                         | Мойра                        | серія: «Roz's Krantz & Gouldenstein Are Dead»      |
| 1997       | Практика                                        | Мері Бет Берлуті             | серія: «The Civil Right»                           |
| 1998       | A Will of Their Own                             | міс Мод                      | серія: #1.01                                       |
| 2000       | Журнал мод                                      | Ліббі                        | серія: «When Nina Met Her Parents»                 |
| 2001       | Going to California                             | Беатріс Граф                 | серія: «Apocalypse Cow»                            |
| 2002       | The Laramie Project                             | Люсі Томпсон                 | телефільм                                          |
| 2002       | Закон і порядок: Спеціальний корпус             | Ребекка Толлівер             | серія: «Competence»                                |
| 2002       | Touched by an Angel                             | Мілдред Манчіні              | серія: «A Rock and a Hard Place»                   |
| 2003–04    | One Life to Live                                | Бетсі Крамер                 | 15 серій                                           |
| 2004       | Ангели із залізними щелепами                    | Анна Шоу                     | телефільм                                          |
| 2004       | Закон і порядок: Злочинні наміри                | Бетті Беннет                 | серія: «The Saint»                                 |
| 2004       | LAX                                             | Роуз Сінклер                 | серія: «Credible Threat»                           |
| 2004       | Мертва справа                                   | Фанні                        | серія: «Factory Girls»                             |
| 2005       | Закон і порядок                                 | місіс Варік                  | серія: «Sport of Kings»                            |
| 2006       | Анатомія Грей                                   | місіс Дікерсон               | серія: «From a Whisper to a Scream»                |
| 2007       | Швидка допомога                                 | Грейсі                       | 4 серій                                            |
| 2009       | Армійські дружини                               | Елсі                         | серія: «As Time Goes By»                           |
| 2010       | Відчайдушні домогосподарки                      | Еллісон Скаво                | 2 серії                                            |
| 2012       | Ruth & Erica                                    | Рут                          | 7 серій                                            |
| 2012       | Dark Horse                                      | пані Рут                     | телефільм                                          |
| 2008–14    | Справжня кров                                   | Адель Стекхаус               | 12 серії                                           |
| 2015       | Американці                                      | Бетті Тернер                 | серія: «Do Mail Robots Dream of Electric Sheep?»   |
| 2017       | The Affair                                      | пані Гюнтер                  | серія: #3.07                                       |
| 2017       | Чорний список                                   | Люсі Гейм                    | серія: «The Architect»                             |
| 2017       | Grace and Frankie                               | місіс Гансон                 | 2 серії                                            |
| 2017       | Юна                                             | Белінда Лакруа               | серія: «In the Pink»                               |
| 2017       | 9JKL                                            | Wrong Nana                   | серія: «Make Thanksgiving Great Again»             |
| 2018       | Підлий Піт                                      | преподобна Етель Ландрі      | 2 серії                                            |
| 2018       | Impulse                                         | Дейдре «Діппі» Джонс         | серія: «The Eagle and the Bee»                     |
| 2019       | The Village                                     | Велма                        | Pilot                                              |
| 2019       | Мамця                                           | Клер                         | серія: «Triple Dip and an Overhand Grip»           |
| 2019       | The Son                                         | Жанна Енн Маккалоу           | 5 серій                                            |
| 2019       | Про те, як стати Богом у Центральній Флориді    | Мімі Вальденсток             | 2 серії                                            |
| 2019–20    | Рей Донован                                     | Долорес                      | 4 серії                                            |
| 2023       | This Fool                                       | Беверлі Енгельбартсон        | 1 серія                                            |
| 2024       | Закон і порядок: Організована злочинність       | мама                         | серій «Semper Fi», «Crossroads», «Redcoat»         |

## Театр

### Бродвей
| Рік        | Назва                           | Роль           | Місце проведення       | Посилання |
| ---------- | ------------------------------- | -------------- | ---------------------- | --------- |
| 1952 рік   | Тайм-аут для Джинджер           | Джоан          | Театр «Ліцей».         | [ 10 ]    |
| 1955 рік   | Дерева гліцинії                 | Антуанетта     | New York City Center   | [ 10 ]    |
| 1955 рік   | Молода і красива                | Жозефіна Перрі | Театр Лонгакр          | [ 10 ]    |
| 1957 рік   | Спуск Орфея                     | Керол Кутрере  | Театр Мартіна Бека     | [ 10 ]    |
| 1958 рік   | Едвін Бут                       | Мері Девлін    | Театр на 46-й вулиці   | [ 10 ]    |
| 1963 рік   | Поїздка на велосипеді до Невади | Луча Морено    | Театр Корт             | [ 10 ]    |
| 1973 рік   | Крижана людина приходить        | Кора           | Коло на площі          | [ 10 ]    |
| 1978 рік   | Етапи                           | різноманітні   | Театр Беласко          | [ 10 ]    |
| 1990 рік   | Виноград гніву                  | Ма Джоад       | Театр Корт             | [ 10 ]    |
| 1996 рік   | Похована дитина                 | Хейлі          | Театр Брукса Аткінсона | [ 10 ]    |
| 2019–20 рр | Спадок — Частина ІІ             | Маргарет       | Театр Етель Беррімор   | [ 10 ]    |

### Поза Бродвеєм
| Рік       | Назва                           | Роль              | Місце проведення                                  |
| --------- | ------------------------------- | ----------------- | ------------------------------------------------- |
| 1956      | The Glass Menagerie             | Laura Wingfield   | New York City Center                              |
| 1970      | Sunday Dinner                   | Mary              | American Place Theatre, Off-Broadway              |
| 1972      | Present Tense                   | Various           | Sheridan Square Playhouse, Off-Broadway           |
| 1978      | Touching Bottom                 | Performer         | American Place Theatre, Off-Broadway              |
| 1982      | The Front Page                  | Mollie Malloy     | Long Wharf Theatre Mainstage, CT                  |
| 1985      | The Vienna Notes                | Rivers            | Second Stage Theater, Off-Broadway                |
| 1986      | Brighton Beach Memoirs          | Blanche Morton    | ACT, A Contemporary Theater, Seattle              |
| 1987      | Bodies, Rest and Motion         | Mrs. Dotson       | Lincoln Center Theatre, Off-Broadway              |
| 1987      | The Stick Wife                  | Jessie Bliss      | Hartford Stage, CT                                |
| 1988      | The Grapes of Wrath             | Performer         | Steppenwolf Theatre Company, Chicago              |
| 1989      | Measure for Measure             | Mistress Overdone | Lincoln Center Theatre, Off-Broadway              |
| 1989      | Beside Herself                  | Mary              | Circle Repertory Theatre, Off-Broadway            |
| 1992      | Dog Logic                       | Anita             | The American Place Theatre, NY                    |
| 1993      | Escape from Happiness           | Nora              | Yale Repertory Theatre, CT                        |
| 1994      | The Mesmerist                   | Performer         | Steppenwolf Theatre Company, Chicago              |
| 1995      | Buried Child                    | Halie             | Steppenwolf Theatre Company, Chicago              |
| 1997      | Defying Gravity                 | Betty             | The American Place Theatre, Off-Broadway          |
| 1998      | Impossible Marriage             | Kendall Kingsley  | Laura Pels Theatre, Off-Broadway                  |
| 1999–2000 | Give Me Your Answer, Do!        | Maggie Donovan    | Roundabout Theatre Company, Off-Broadway          |
| 2001      | Mother Courage and Her Children | Performer         | Steppenwolf Theatre Company, Chicago              |
| 2005      | Absolute Hell                   | Julia Shillitoe   | Roundabout Theatre Company Stage Reading          |
| 2005–06   | The Trip to Bountiful           | Mrs. Carrie Watts | Signature Theatre Company, Off-Broadway           |
| 2007      | 100 Saints You Should Know      | Colleen           | Playwrights Horizons, Off-Broadway                |
| 2008      | The Trip to Bountiful           | Carrie Watts      | Goodman Theatre, Chicago                          |
| 2009      | The Tempest                     | Gonzalo           | Steppenwolf Theatre Company, Chicago              |
| 2009      | Dividing the State              | Stella Gordon     | Hartford Stage, CT                                |
| 2010      | Lil's 90th                      | Lil               | Long Wharf Theatre, CT                            |
| 2010      | After the Revolution            | Vera Joseph       | Williamstown Theatre Festival, MA                 |
| 2010      | After the Revolution            | Vera Joseph       | Playwrights Horizons, Off-Broadway                |
| 2011      | The Illusion                    | Alcandre          | Signature Theatre Company, Off-Broadway           |
| 2012      | Heartless                       | Mable             | Signature Theatre Company, Off-Broadway           |
| 2013      | The Old Friends                 | Mamie Borden      | Signature Theatre Company, Off-Broadway           |
| 2014      | Marjorie Prime                  | Marjorie          | Mark Taper Forum, CA                              |
| 2015      | The Herd                        | Patricia          | Steppenwolf Theatre Company, Chicago              |
| 2015      | John                            | Genevieve         | Signature Theatre Company, NY                     |
| 2015–16   | Marjorie Prime                  | Marjorie          | Playwrights Horizons, Off-Broadway                |
| 2018      | Peace for Mary Frances          | Mary Frances      | The Alice Griffin Jewel Box Theatre, Off-Broadway |
| 2018      | I Was Most Alive With You       | Carla             | Playwrights Horizons, Off-Broadway                |

## Нагороди та номінації
| Year | Award                                  | Category                                                                     | Nominated work                | Result    | Ref.       |
| ---- | -------------------------------------- | ---------------------------------------------------------------------------- | ----------------------------- | --------- | ---------- |
| 1970 | Асоціація кінокритиків Нью-Йорка       | Найкраща актриса другого плану                                               | Five Easy Pieces              | Номінація | [джерело?] |
| 1971 | Laurel Awards                          | Найкраща жіноча роль другого плану                                           | Five Easy Pieces              | Номінація | [джерело?] |
| 1990 | Нагороди Тоні                          | Премія «Тоні» за найкращу жіночу роль другого плану в п'єсі                  | The Grapes of Wrath           | Номінація | [ 12 ]     |
| 1996 | Нагороди Тоні                          | Премія «Тоні» за найкращу жіночу роль другого плану в п'єсі                  | Buried Child                  | Номінація | [ 12 ]     |
| 1996 | Премія Гільдії кіноакторів             | Премія Гільдії кіноакторів США за найкращий акторський склад в ігровому кіно | How to Make an American Quilt | Номінація | [джерело?] |
| 2006 | Премія Драма Деск                      | За найкращу жіночу роль у виставі                                            | The Trip to Bountiful         | Перемога  | [ 13 ]     |
| 2010 | Gotham Awards                          | За найкращий акторський ансамбль                                             | Please Give                   | Номінація | [джерело?] |
| 2011 | Премія «Незалежний дух»                | Премія Роберта Альтмана                                                      | Please Give                   | Перемога  | [джерело?] |
| 2013 | Вибір телевізійних критиків            | Найкращий запрошений виконавець у драматичному серіалі                       | Американці                    | Номінація | [джерело?] |
| 2017 | Премія Гільдії кіноакторів             | Видатна гра акторів у фільмі                                                 | Леді-Птаха                    | Номінація | [джерело?] |
| 2017 | Товариство кінокритиків Лас-Вегаса     | Премія за життєві досягнення                                                 | Н/Д                           | Перемога  | [джерело?] |
| 2017 | Віндзорський міжнародний кінофестиваль | Премія за життєві досягнення                                                 | Н/Д                           | Перемога  | [джерело?] |
| 2017 | премія Готем                           | Найкраща жіноча роль                                                         | Marjorie Prime                | Номінація | [джерело?] |
| 2018 | Премія «Незалежний дух»                | Найкраща жіноча роль другого плану                                           | Marjorie Prime                | Номінація | [джерело?] |
| 2018 | Премія «Супутник»                      | Найкраща актриса другого плану – фільм                                       | Marjorie Prime                | Перемога  | [джерело?] |
| 2020 | Премія Драма Деск                      | За найкращу жіночу роль у виставі                                            | The Inheritance               | Перемога  | [ 13 ]     |
| 2020 | Премія «Тоні»                          | Найкраща жіноча роль у виставі                                               | The Inheritance               | Перемога  | [ 14 ]     |